# Haraholmen, Esbo
Haraholmen är en ö i Finland. Den ligger i Finska viken och i kommunen Esbo i den ekonomiska regionen  Helsingfors i landskapet Nyland, i den södra delen av landet. Ön ligger nära Helsingfors.
Öns area är 2,7 hektar och dess största längd är 260 meter i sydöst-nordvästlig riktning. Ön höjer sig omkring 10 meter över havsytan.